# Étienne Joly
Pour les articles homonymes, voir Joly.
Étienne Joly, né le 13 septembre 1771 à Bouhans (Haute-Saône), mort le 2 novembre 1850 à Villiers-le-Bel (Val-d'Oise), est un général français de la Révolution et de l’Empire.

## États de service
Il entre en service en juillet 1789, dans la garde nationale et le 30 août 1791, il est élu adjudant-major dans le 4e bataillon de volontaires de la Haute-Saône.
Il est nommé capitaine le 24 octobre 1793, et de 1795 à 1798, il sert à l’armée de Rhin-et-Moselle. Le 3 juin 1797, il est affecté auprès de l’adjudant-général Malet comme aide de camp. 
De 1800 à 1801, il est mis dans la réserve de l’armée, puis il rejoint l’armée des Grisons. Le 1er août 1805, il est adjoint à l’état-major du camp d’Utrecht, et le 17 septembre il rejoint l’état-major de la 1re division d’infanterie du 2e corps d’armée.
Le 28 mars 1807, il prend la tête d’un bataillon du 5e régiment d’infanterie de ligne, pour la campagne de Dalmatie. Affecté au 11e corps d’armée du général Marmont, il est blessé le 21 mai 1809, à la bataille de Gospich, et le 11 juillet à Znojmo. Le 17 juillet 1809, il est promu major au 8e régiment d’infanterie, et il est fait chevalier de la Légion d’honneur le 11 septembre 1809.
Il est nommé colonel le 30 décembre 1809, au 5e régiment de chasseurs d'Illyrie. Le 1er octobre 1811, il commande le 3e régiment d’infanterie provisoire Croate, il rejoint le corps d’observation de l’Elbe, puis le 2e corps d’armée en Russie. Il est blessé le 18 octobre 1812 lors de la seconde bataille de Polotsk, et à la Bataille de la Bérézina le 28 novembre 1812. Il est fait officier de la Légion d’honneur le 19 novembre 1812.
En juillet 1813, il commande le 1er régiment d’infanterie provisoire Croate, et il est blessé à Lübnitz le 27 août 1813. En septembre 1813, il participe à la défense de Magdebourg lors du siège de cette ville, et il est promu général de brigade provisoire le 1er décembre 1813, par le général Le Marois.
De retour en France le 23 mai 1814, il est fait chevalier de Saint-Louis, et il est mis en non activité le 1er septembre suivant. Le 3 janvier 1815, il est confirmé dans son grade de général de brigade.
Le 11 mai 1815, il est affecté au corps d’observation du Jura, et le 1er septembre 1815, il est remis en non activité.
Il est admis à la retraite le 16 février 1825.
Il réintègre l'armée sous la monarchie de Juillet comme inspecteur général de la 1re division militaire, le 13 août 1830.
Il meurt le 2 novembre 1850 à Villiers-le-Bel.

## Distinctions
- Officier de la Légion d'honneur (1812)
- Chevalier de l'ordre royal et militaire de Saint-Louis

## Sources
- (en) « Generals Who Served in the French Army during the Period 1789 - 1814: Eberle to Exelmans »
- Thierry Pouliquen, « Les généraux français et étrangers ayant servis [sic] dans la Grande Armée » (consulté le 31 janvier 2014)
- « Cote LH/1371/60 », base Léonore, ministère français de la Culture
- (pl) « Napoléon.org.pl »
- Georges Six, Dictionnaire biographique des généraux & amiraux français de la Révolution et de l'Empire (1792-1814) Paris : Librairie G. Saffroy, 1934, 2 vol.